# Akemi Niwa
Akemi Niwa (jap. 丹羽 明美, Niwa Akemi; * 24. März 1973 in Kitami, Hokkaidō) ist eine japanische Curlerin.
Ihr internationales Debüt hatte Niwa 1993 bei der Curling-Weltmeisterschaft in Genf, sie blieb aber ohne Medaille. 
Im selben Jahr gewann sie bei der Pazifikmeisterschaft in Christchurch mit der Goldmedaille ihr erstes Edelmetall.
Niwa spielte als Skip der japanischen Mannschaft bei den XVIII. Olympischen Winterspielen in Nagano im Curling. Die Mannschaft um Skip Mayumi Ōkutsu belegte den fünften Platz.

## Erfolge
- Pazifikmeisterin 1993, 1997, 1998